# Brokeback Mountain
Brokeback Mountain (llamada Brokeback Mountain: En terreno vedado en España y Secreto en la montaña en Hispanoamérica) es una película estadounidense dirigida por Ang Lee, basada en el cuento «Brokeback Mountain» de Annie Proulx, sobre dos vaqueros que son contratados para cuidar de un rebaño de ovejas en Brokeback (montaña ficticia situada en Wyoming) que acaban enamorándose. Se estrenó el 9 de diciembre de 2005. La película ganó tres premios Óscar de un total de ocho nominaciones. El guion fue escrito por Diana Ossana y Larry McMurtry, quienes recibieron el Óscar al mejor guion adaptado. 
Está protagonizada por Heath Ledger, Jake Gyllenhaal, Anna Faris, Anne Hathaway y Michelle Williams.

## Argumento
La película relata la historia de Ennis Del Mar (Heath Ledger) y Jack Twist (Jake Gyllenhaal), dos jóvenes que se conocen y se enamoran durante el verano de 1963 mientras trabajan en el pastoreo de ovejas en la Montaña Brokeback, un lugar ficticio en el estado estadounidense de Wyoming. La película narra la historia de sus vidas y su continua aunque compleja relación durante dos décadas, que continúa mientras ambos se casan con sus novias y tienen hijos.
Ennis y Jack se conocen cuando Joe Aguirre (Randy Quaid) los contrata para pastorear a sus ovejas durante el verano. En los largos meses de aislamiento, entre ambos comienza a desarrollarse un lazo especial. Una noche, después de beber whisky y acabando con Ennis durmiendo a la intemperie, Jack le pide ir a dormir con él a la tienda, quien al principio se niega, pero luego accede. Acabarían teniendo allí relaciones sexuales. Pese a que Ennis le advierte a Jack de que sólo sucedería una vez, se da cuenta de que tiene una relación física y poderosamente emocional con su compañero durante el resto del tiempo que pasan juntos. Poco después de descubrir que su tiempo juntos se iba a terminar repentinamente, pelean a puñetazos causándose mutuamente magulladuras.
Al terminar su trabajo ambos vuelven a sus ciudades, Ennis contrae matrimonio con su prometida Alma Beers (Michelle Williams) y Jack se va a Texas, donde conoce y se casa con una vaquera de rodeo llamada Lureen Newsome (Anne Hathaway). Jack y Ennis se vuelven a encontrar cuatro años más tarde, y Alma los ve besarse apasionadamente. Jack propone que vayan a vivir juntos a un pequeño rancho, pero Ennis, atormentado por un recuerdo doloroso de su infancia de un homosexual asesinado en su pueblo, teme que cualquier intento por vivir juntos terminase en tragedia. También se muestra incapaz de abandonar a su familia. Sin atreverse a consolidar su relación Ennis y Jack terminan viéndose en «viajes de pesca» de vez en cuando, sospechando Alma de la situación al no traer Ennis nunca pescado de sus viajes.
A medida que van transcurriendo los años ambos matrimonios se deterioran. Alma finalmente se divorcia de Ennis, conociendo su vida oculta, y Jack se distancia cada vez más de su esposa. Mientras tanto, Lureen había abandonado sus años como vaquera de rodeo para convertirse en una ejecutiva que espera que Jack se establezca y trabaje como vendedor, para lo cual tiene talento pero no desea hacerlo. Al enterarse del divorcio de Ennis, Jack conduce hacia Wyoming y espera que finalmente puedan estar juntos, pero Ennis se niega a alejarse de sus hijas y sigue temiendo las posibles repercusiones que sufrirían si su relación se hiciese pública.
Al final de uno de sus viajes Ennis le dice a Jack que tendría que cancelar su próximo encuentro por su trabajo, por lo que comienzan a pelear. Ennis culpa a Jack de «convertirlo en lo que es» y por ser la causa de sus conflictivas emociones, sintiendo que lo había atrapado y que había arruinado su vida. Jack trata de contenerlo y Ennis se resiste, pero finalmente rompe en llanto en los brazos de Jack.
Un tiempo después Ennis recibe una postal que le había enviado a Jack con un sello que dice «Fallecido». En una conversación telefónica, Lureen le dice a Ennis que Jack había muerto mientras cambiaba una llanta que había explotado. Su explicación del incidente se intercala con unas imágenes de Jack siendo golpeado brutalmente por tres hombres; esto puede interpretarse como el temor de Ennis sobre lo que podría haber pasado en realidad (inspirado por su experiencia del homicidio homofóbico ocurrido durante su infancia) o como un retrato de lo que Lureen sabe que había ocurrido. Lureen le dice a Ennis que Jack quería que sus cenizas fuesen esparcidas en la Montaña Brokeback, pero que no sabe dónde se encuentra. Ennis viaja a ver a los padres de Jack (Roberta Maxwell y Peter McRobbie), a quienes les ofrece llevarse las cenizas de Jack para esparcirlas en Brokeback, pero su padre niega rotundamente el pedido, argumentando que Jack nunca supo lo que quiso y que debe estar en el cementerio familiar. La madre de Jack le pregunta a Ennis si quiere ver la habitación de su hijo antes de irse. Allí descubre, en un gancho, la vieja camisa manchada de sangre que creía que había olvidado en la montaña Brokeback, dándose cuenta de que en realidad Jack se la había llevado. La camisa está en el mismo gancho dentro de la camisa que Jack había utilizado aquel día durante la pelea, la cual también estaba manchada de sangre. Ennis la sostiene frente a su rostro, siente y huele su fragancia y solloza en silencio. Luego baja a la sala con las camisas, y la madre de Jack le permite llevárselas.
En la escena final Alma Jr. (Kate Mara), con diecinueve años de edad, llega a la caravana de su padre diciéndole que está comprometida. Le pide a Ennis su bendición y lo invita a su boda. Ennis, consciente al final de la importancia del amor en una relación y en un matrimonio, le pregunta si su prometido la ama sinceramente. Después de que Alma se haya ido Ennis se da cuenta de que había olvidado su suéter, por lo que lo toma y lo coloca en el armario. Dentro, colgado en la puerta, están las dos camisas con una postal de la montaña Brokeback a su lado. En esta ocasión la camisa de Jack está dentro de la de Ennis. Este abrocha con cuidado el botón superior de la camisa de Jack, y con lágrimas en los ojos susurra «Jack, I swear...» («Jack, lo juro» en el doblaje para Hispanoamérica y «Jack, hay que ver» en el doblaje español) mientras endereza lentamente la postal.

## Reparto
- Heath Ledger - Ennis del Mar
- Jake Gyllenhaal - Jack Twist

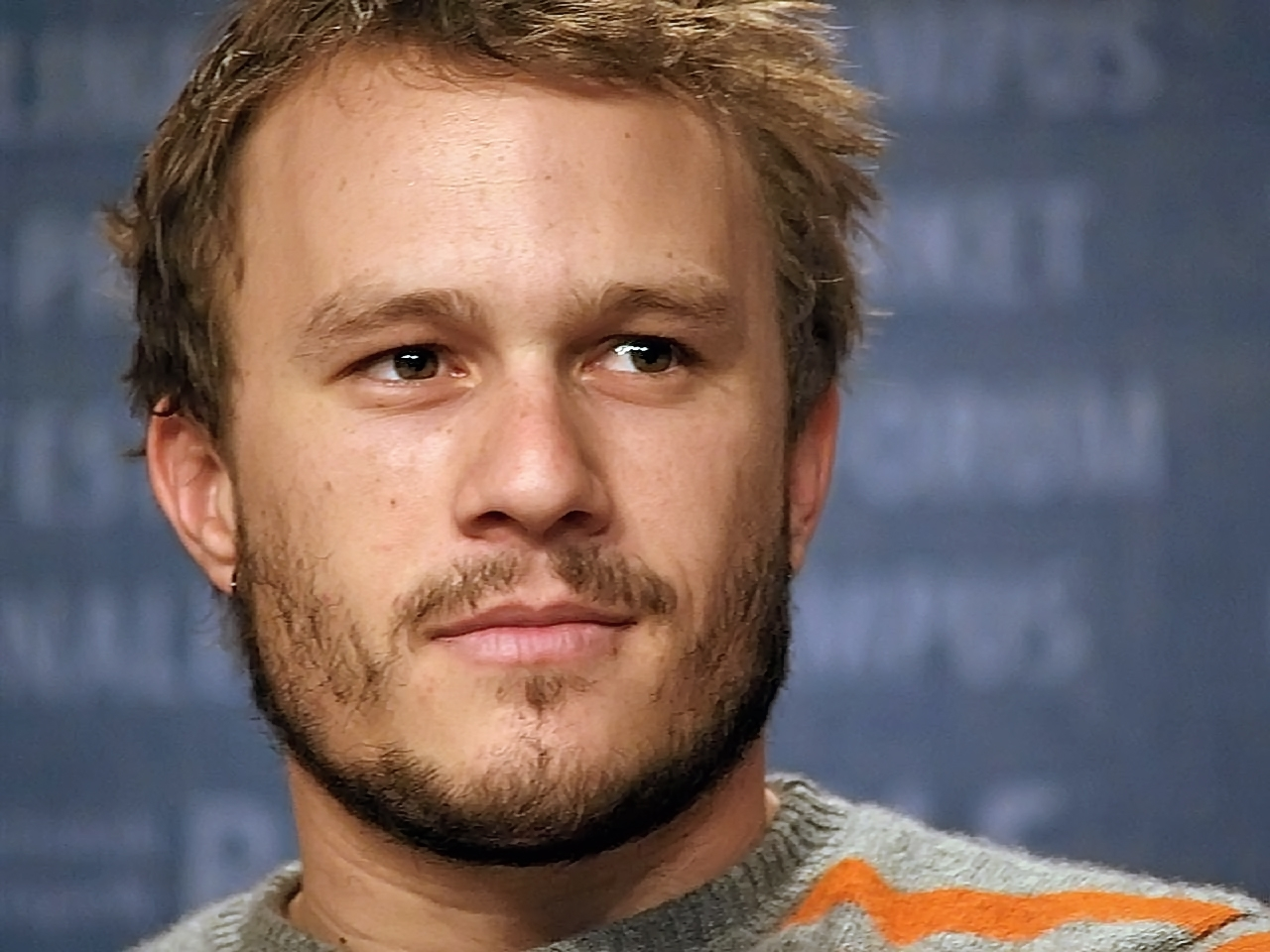
Heath Ledger

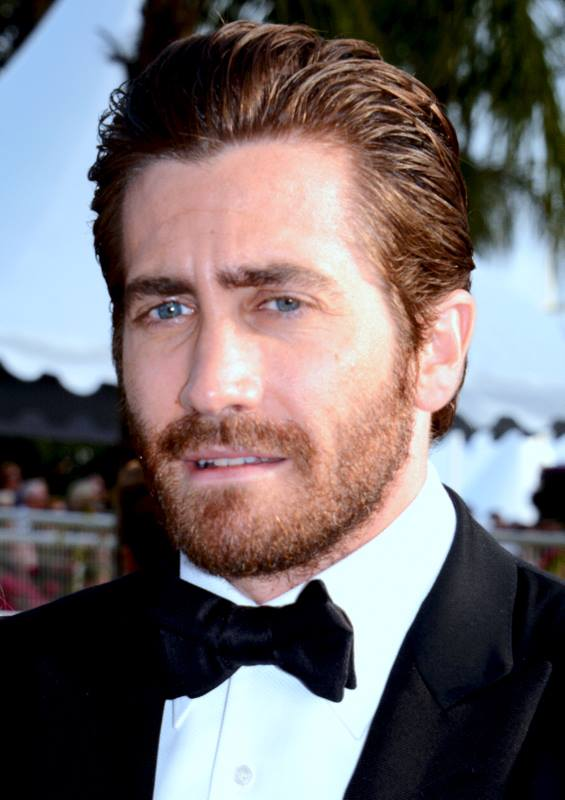
Jake Gyllenhaal

- Michelle Williams - Alma Beers del Mar
- Anne Hathaway - Lureen Newsome
- Anna Faris - Lashawn MaLone
- Linda Cardellini - Cassie Cartwright
- Randy Quaid - Joe Aguirre
- David Harbour - Randall Malone
- Roberta Maxwell - Mrs. Twist
- Peter McRobbie - John Twist
- Kate Mara - Alma del Mar Jr.
- Marty Antonini - Timmy
- Larry Reese - Jolly Minister
- Scott Michael Campbell - Monroe
- Valerie Planche - Waitress
- David Trimble - Basque
- Graham Beckel - L.D. Newsone
- Jerry Callaghan - Judge

## Del papel al celuloide
El relato original de Annie Proulx se publicó en la revista The New Yorker el 13 de octubre de 1997 y causó un fuerte impacto en los círculos literarios y cinematográficos. Ya entonces lo leyó el actor Randy Quaid, que luego participaría en la película encarnando al jefe de los dos vaqueros protagonistas. Contó: «Vi la revista en el gimnasio, y me enganché tanto con el cuento que la robé, me la llevé a casa para terminar de leer». La futura coguionista, Diana Ossana, cuenta que «fue como un puñetazo cuando lo leí, rompí a llorar hasta que me dormí».
Pronto el relato se consideró en Hollywood como muy valioso para una versión en cine, pero también se temía como muy arriesgado financieramente, porque tocaba un tema (homosexualidad) considerado tabú y «veneno para la taquilla». Mientras el texto se guardaba en un cajón, la temática gay fue cobrando lentamente mayor normalidad en Hollywood, de tal modo que finalmente el proyecto de la película se pudo abordar, si bien con dificultades.
El primer director relacionado con una posible versión en cine fue Gus Van Sant, e incluso Pedro Almodóvar declaró que esta película podría ser su primera incursión en el cine hollywoodense, de donde le llegaban diversas ofertas. Pero todos estos tanteos no prosperaron. En aquella época, Jake Gyllenhaal leyó el texto (no queda claro si sólo el relato corto o un guion), y se mostró muy interesado, «pero yo entonces era demasiado joven».
Fue Ang Lee, que había dirigido Hulk, quien preguntó si el relato seguía disponible. Al ver que sí, se lanzó a rodarlo. Tuvo que recurrir al apoyo de una compañía pequeña, Focus, pues ninguna de las majors quería arriesgarse a un fracaso comercial. Se asumía que un filme sobre «dos vaqueros que se besan» sería rechazado por el público, al menos en Estados Unidos.
Los guionistas McMurtry y Ossana hicieron una ardua tarea, dando al relato corto de Proulx la estructura (y longitud) de un guion de dos horas. Aunque respetaron algunos diálogos literalmente, tuvieron que intercalar bloques enteros de información y escenas en la zona intermedia del relato, cuando los protagonistas viven vidas heterosexuales y van envejeciendo. El relato original planteaba el tema y, de manera esquemática, saltaba al desenlace 20 años después.
Pero los guionistas no sólo dieron cuerpo a una línea argumental corta, sino que le dieron un perfil épico, al modo del género clásico del western. El relato corto de Annie Proulx era más bien costumbrista, con descripciones ásperas; los protagonistas eran más bien feos y no bien alimentados; uno de ellos tenía la dentadura estropeada. Eran los parias de la sociedad, carentes de estudios y de modales. La adaptación al cine los convirtió en una pareja más afín al público actual: de estaturas y edades similares, atléticos y atractivos, dentro de un tono realista. Con estas condiciones, el romance entre ellos sería más verosímil. Ang Lee, además, realzó los paisajes y la escenografía, para remarcar la grandeza de la relación afectiva, en contraste con la rutina gris de sus vidas heterosexuales posteriores.
Resulta curioso que la película fuese rodada (en el verano de 2004) en la provincia canadiense de Alberta y no en Wyoming. Lee suele rodar sus películas en el lugar donde transcurre la acción (otra excepción notable es Wò hǔ cáng lóng). En este caso, pensó que Alberta sería un lugar perfecto para rodar por sus maravillosos paisajes y por el interés de las productoras canadienses por rodar la película. Por otro lado, los costos eran inferiores.
Los dos actores principales y Anne Hathaway tuvieron que entrenarse en montar a caballo. Se cuenta que un colectivo gay centrado en los rodeos asesoró al equipo de rodaje. Jake Gyllenhaal rodó personalmente parte de sus escenas sobre un toro, «aunque le pusimos el más manso», dijeron los granjeros.
Las escenas amorosas entre los dos protagonistas fueron muy comentadas y no resultaron fáciles de rodar para los actores. Aunque afirmaron que todos los gestos «estaban coreografiados», durante la filmación de un beso Ledger casi le rompió la nariz a Gyllenhaal.

## Recepción inicial y estrenos
Los críticos de cine valoraron muy positivamente la película, con elogios casi unánimes en todo el mundo. Incluso en países asiáticos, se valoró como un tratamiento serio y sensible del espinoso tema. Ganó múltiples premios de máxima categoría, entre los que figura el León de Oro a la Mejor Película del 62.º Festival de Cine de Venecia y 4 Globos de Oro, incluyendo Mejor Película Dramática y Mejor Director. En la 78.ª edición de los Premios Óscar fue nominada a 8, de los que finalmente ganó 3, entre los que se destaca el Óscar al Mejor Director. Se dio por sentado que ganaría también el Óscar a Mejor Película, pero fue derrotada por Crash. Al abrir el sobre con el resultado, Jack Nicholson no disimuló en la cara su decepción pues daba por clara ganadora a Brokeback Mountain.
El estreno en Estados Unidos fue el 9 de diciembre de 2005 y a partir de las primeras semanas, a pesar de mostrarse en pocas salas, consiguió un importante éxito principalmente entre la población urbana de las ciudades más importantes. La película causó cierta polémica entre algunos de los sectores más conservadores de la sociedad estadounidense, incluida la Iglesia católica y varios grupos fundamentalistas cristianos, sin embargo tuvo un inesperado éxito en estados muy tradicionalistas como Texas, principalmente entre el público femenino. Los medios de comunicación, como la cadena Fox y el periódico USA Today, colaboraron a aumentar la polémica, hasta el punto que el comentarista Neil Giuliano del Miami Herald dijo que gran parte de la polémica fue generada por los medios de comunicación en su intento de vender más. La película fue cancelada en un cine de Salt Lake City, pero se mostró con éxito de público en otros cines de la ciudad.
La película fue prohibida en China, donde el tema de la homosexualidad es considerado tabú. Sin embargo Brokeback Mountain se pudo ver en Taiwán (país de donde es originario Lee) y se estrenó en Hong Kong.

## Censura
En una emisión de la película en el canal de televisión pública italiana Rai Due en diciembre del 2008, fueron cortadas tres escenas de amor homosexual, mientras otras escenas heterosexuales más explícitas y escenas violentas sí fueron mostradas. Las escenas censuradas fueron:
- La escena de sexo insinuada en la tienda de campaña.
- El primer beso seguido de mimos entre los protagonistas.
- El beso apasionado en el reencuentro después de cuatro años, ya casados, delante de la casa de Ennis.

De esta forma se modificó considerablemente el contenido del filme, ocultando a los espectadores el tipo de relación entre los dos personajes principales. La televisión pública declaró en un principio no ser la responsable de los cortes, afirmando que la recibieron en esa versión de la distribuidora. El director de la televisión, Claudio Petruccioli, pidió disculpas por el «error» y el Jefe de Rai Due Antonio Marano anunció que emitirían la película completa después de Navidades.

## Banda sonora
El principal responsable de la banda sonora es el argentino Gustavo Santaolalla con la colaboración de Tony Peluso, productor y guitarrista de la banda The Carpenters. A sus obras anteriores pertenecen la banda sonora de Amores perros y Diarios de motocicleta. Para la música de Brokeback Mountain se usaron tanto piezas instrumentales nuevas como canciones conocidas de músicos de folk y country, en parte con nuevas versiones. Entre los artistas participantes se cuentan Willie Nelson, Rufus Wainwright, Linda Ronstadt o Emmylou Harris. 
El título A Love That Will Never Grow Old, galardonado con un Globo de Oro, fue compuesto por Santaolalla y Bernie Taupin y lo canta Emmylou Harris. La banda sonora ganó el Óscar en 2005.

## Premios

### Premios Óscar
- Mejor Director (Ang Lee)
- Mejor Música Original (Gustavo Santaolalla)
- Mejor Guion Adaptado (Larry McMurtry y Diana Ossana)

### Premios BAFTA
- Mejor Película
- Mejor Director (Ang Lee)
- Mejor Actor de Reparto (Jake Gyllenhaal)
- Mejor Guion Adaptado (Larry McMurtry y Diana Ossana)

### Círculo de Críticos de Películas de Londres
- Mejor Película
- Mejor Director (Ang Lee)

### Director's Guild of America
- Premio de Mejor Director (Ang Lee)

### Globos de Oro
- Mejor Película Dramática
- Mejor Director (Ang Lee)
- Mejor Guion (Larry McMurtry y Diana Ossana)
- Mejor Canción Original (Emmylou Harris, («A Love That Will Never Grow Old»)

### Premios de la Sociedad de Boston de Críticos de cine 2005
- Mejor Película
- Mejor Director (Ang Lee)

### Asociación de Críticos de Dallas-Fort Worth
- 10 Mejores Películas
- Mejor Película
- Mejor Director (Ang Lee)
- Mejor Guion (Larry McMurtry y Diana Ossana)
- Mejor Fotografía (Rodrigo Prieto)

### Premios de Cine Europeos
- Mejor Director (Ang Lee)

### Críticos de Cine de Las Vegas
- Mejor Película
- Mejor Actor (Heath Ledger)
- Mejor Director (Ang Lee)

### Asociación de Críticos de Cine de Los Ángeles
- Mejor Película
- Mejor Director (Ang Lee)

### National Board of Review
- 10 Mejores Películas
- Mejor Director (Ang Lee)
- Mejor Actor Secundario (Jake Gyllenhaal)

### Círculo de Críticos de Cine de Nueva York
- Mejor Película
- Mejor Director (Ang Lee)
- Mejor Actor (Heath Ledger)

### Sociedad de Críticos de Cine de Phoenix
- 10 Mejores Películas de 2005
- Mejor Actuación de un Actor en un Papel Principal (Heath Ledger)
- Mejor Actuación de un Actor en un Papel Secundario (Jake Gyllenhaal)
- Mejor Actuación de una Actriz en un Papel Secundario (Michelle Williams)
- Mejor Guion Adaptado
- Mejor Fotografía

### Premios Satellite
- Película Destacada, Drama
- Director Destacado (Ang Lee)
- Producción Destacada (Geraldine Peroni y Dylan Tichenor)
- Música Original Destacada (Gustavo Santaolalla y Bernie Taupin, por la canción «A Love That Will Never Grow Old»)

### Asociación de Críticos de Cine del Southeastern (SEFCA)
- 10 Mejores del SEFCA
- Mejor Película
- Mejor Director (Ang Lee)
- Mejor Guion Adaptado (Larry McMurtry y Diana Ossana)

### 62 Festival Internacional de Cine de Venecia
- León de Oro a la Mejor Película

## Nominaciones

### Premios Óscar
- Mejor película
- Mejor director (Ang Lee)
- Mejor actor (Heath Ledger)
- Mejor actriz de reparto (Michelle Williams)
- Mejor actor de reparto (Jake Gyllenhaal)
- Mejor guion adaptado
- Mejor banda sonora
- Mejor fotografía

### Premios BAFTA
- Mejor película
- Mejor director (Ang Lee)
- Mejor actor (Heath Ledger)
- Mejor actor de reparto (Jake Gyllenhaal)
- Mejor actriz de reparto (Michelle Williams)
- Mejor edición
- Mejor guion adaptado
- Mejor banda sonora
- Mejor fotografía

### Premios del Sindicato de Actores
- Mejor actor (Heath Ledger)
- Mejor actor de reparto (Jake Gyllenhaal)
- Mejor actriz de reparto (Michelle Williams)
- Mejor casting

### Writers Guild
- Mejor guion adaptado

### Producer Guilds
- Mejor película.

### Premios César 2007
- Mejor película extranjera